# Тархетий
Тархетий (Tarchetius, Ταρχέτιος) — царь Альбы Лонги, герой альтернативной легенды об основании Рима, приводимой Плутархом в жизнеописании Ромула (Ромул, 2).
Его рабыня родила от божества близнецов, он приказал погубить их, но их выкормила волчица, а затем пастухи, и они убили Тархетия. Плутарх приводит эту историю среди других многочисленных легенд об основании города, со словами: «Эту повесть приводит некий Промафион в своей „Истории Италии“».
Борис Рыбаков в «Язычестве Древней Руси» пишет, что эта фигура является самым западным следом индоевропейского мифологического персонажа, одним из аспектов которого был Аполлон Таргелий.